# マラウイ会議党
マラウイ会議党（マラウイかいぎとう、Malawi Congress Party）は、マラウイの政党である。1966年には初代大統領としてヘイスティングズ・カムズ・バンダを出した。なお、マラウイは1966年から1993年まで合法政党がマラウイ会議党しか存在しない一党制であった。

## 概要
マラウイ会議党は、ニヤサランドアフリカ人会議（Nyasaland African Congress、NAC）の流れをくむ党である。1959年にバンダを含むニヤサランドアフリカ人会議の主要なメンバーが逮捕された後、1959年8月にマラウイ会議党として再建されて成立した。その後、1961年のニヤサランドの選挙において大勝し、1964年にはマラウイを独立へと導いた。しかし、1966年にマラウイが民主化した際、マラウイ会議党は唯一の合法政党であると公式に宣言し、全ての成人の市民は党員となることを要求され、党員はいかなる時でも"党員証"を携帯しなければならなかった。
また、マラウイ会議党はバンダの独裁政党でもあった。1963年に首相、1966年に大統領、1971年に終身大統領となったバンダは、閣僚の解任や選挙候補者の指名などの権力を濫用し、意に反した政治家や活動家が投獄、暗殺された例が後を絶たなかったと言われる。
その後、1990年代初頭に顕著となってきた国内外からの批判により、マラウイは1993年の国民投票を経て複数政党制へと移行した。さらに、翌1994年に行われたマラウイ初の自由選挙において、マラウイ会議党は大敗して下野する結果となった。
なお、他のアフリカ諸国に見られるかつて単独政党であった党とは異なり、マラウイ会議党はマラウイにおいて未だ有力な政党の1つとなっている。これはマラウイ中部州に住むチェワ族およびニャンジャ族の圧倒的な支持を得ていることによるものである。
最近に行われた2004年5月20日の普通選挙では、大統領候補としてジョン・テンボ（John Tembo）が出馬し、27.1%の得票を得たほか、194議席中の60議席を獲得して第一党となった。ただし、大統領に当選したのは35.9%の得票を得た民主進歩党のビング・ワ・ムタリカであり、また、与党となったのも野党との連立や無所属の取り込みに成功した民主進歩党であった。